# Herriard
Herriard is een civil parish in het bestuurlijke gebied Basingstoke and Deane, in het Engelse graafschap Hampshire met 253 inwoners.